# Global Reporting Initiative
Global Reporting Initiative (w skrócie GRI) – międzynarodowa niezależna organizacja normalizacyjna, która pomaga przedsiębiorstwom, rządom i innym organizacjom zrozumieć i komunikować ich wpływ na takie kwestie, jak zmiana klimatu, prawa człowieka i korupcja. Siedzibą GRI jest Amsterdam.

## Historia
GRI została powołana jesienią 1997 przez bostońską organizację o nazwie "Koalicja na Rzecz Gospodarek Odpowiedzialnych Ekologicznie" (ang. Coalition for Environmentally Responsible Economies, CERES) we współpracy z agencją konsultingową Tellus Institute, po czym wkrótce do inicjatywy przystąpił jako istotny partner Program Środowiskowy Organizacji Narodów Zjednoczonych (UNEP). Na początku 1998 uformowal się komitet sterujący, ustanawiający politykę GRI i wytyczający główne kierunki działania. W 2002 siedziba została przeniesiona do Amsterdamu, gdzie w 2006 zorganizowana została pierwsza duża międzynarodowa konferencja z udziałem m.in. wiceprezydenta USA Ala Gore'a i następcy tronu niderlandzkiego, Wilhelma-Aleksandra, księcia Oranii.

## Działalność
Od czasu opublikowania pierwszego projektu wytycznych w marcu 1999 dobrowolne raportowanie działań z zakresu zrównoważonego rozwoju wg metodologii GRI zostało przyjęte przez organizacje międzynarodowe, rządy krajów, małe i średnie przedsiębiorstwa (MŚP), organizacje pozarządowe i grupy branżowe. Przeszło 14 000 przedsiębiorstw z ponad 100 krajów korzysta z wytycznych GRI, są one dostępne w 12 językach. Wytyczne GRI są pierwszym tego rodzaju opracowaniami, a zgodnie z badaniem KPMG Survey of Sustainability Reporting z listopada 2024 są najpopularniejszymi na świecie standardami i wytycznymi z zakresu zrównoważonego rozwoju. Stosuje je 77% z 250 największych pod względem przychodów przedsiębiorstw na świecie (G250) i 71% ze 100 największych firm w 58 krajach (5800 przedsiębiorstw określanych jako N100) przyjęło standardy GRI do raportowania. Największą popularność uzyskały na Tajwanie (100% przedsiębiorstw raportujących w zakresie zrównoważoności), w Singapurze  (97%), Japonii, Hiszpanii, Korei Południowej (po 94%).